# Marcos Bolados
Marcos Nikolas Bolados Hidalgo (Antofagasta, Chile, 28 de febrero de 1996) es un futbolista profesional chileno que se desempeña como extremo y actualmente milita en el club Colo-Colo de la Primera División de Chile. Además, ha sido internacional absoluto con la Selección de Chile desde 2018.

## Carrera

### Deportes Antofagasta (2013-2016)

#### 2013
Fue ascendido al plantel de honor antofagastino con apenas quince años de edad. Debutó en el primer equipo de Deportes Antofagasta el 26 de enero de 2013, ingresando a los 87' de juego por Daniel Arismendi en la derrota 2 a 1 de su equipo en condición de visita ante Unión La Calera, partido válido por la 1° fecha del Torneo de Transición con apenas 16 años, a un mes de cumplir los diecisiete.

#### 2014
Tras estar un año jugando en cadetes, fue convocado nuevamente al primer para el partido contra Universidad Católica por la jornada 15 del Clausura 2014 ingresando al minuto 77' por Richard Olivares en la caída por 2-0 del elenco puma de visita.
Comenzaría a ganarse poco a poco un espacio en el equipo de la región minera desde el segundo semestre de 2014, jugando varios encuentros de titular por la Copa Chile, mientras que por el Apertura 2014 jugó 14 partidos, 10 ingresando desde el banco y 4 de titular jugando tres de ellos los 90' minutos, además de estar 634 minutos en el campo de juego. Su último partido jugado en el Apertura fue el triunfo por 2-1 sobre O'Higgins por la última fecha así el equipo de Sergio Marchant antepenúltimo en el torneo con un paupérrima campaña logrando 16 puntos en 17 fechas, superando solamente al colista Cobreloa por cinco.

#### 2015
Anotó su primer gol oficial el 31 de enero de 2015, ante Universidad de Chile, en la victoria 1 a 3 de Deportes Antofagasta marcando el primero en el Nacional todo esto válido por la cuarta jornada del Clausura 2015, siendo este además su primer partido tras ser banca en los primeros tres. Dos fechas después, esta vez frente a Deportes Iquique, anotó un gol de gran factura, eludiendo a cuatro rivales, incluido al portero Rodrigo Naranjo, en un duelo que finalizaría 1 a 2 en favor de los Pumas. El 21 de marzo marcó su tercer gol en el Torneo de Clausura y como profesional en el triunfo por 3-1 sobre Barnechea en el Estadio San Carlos de Apoquindo por la jornada 12.
Finalmente el equipo adiestrado por José Cantillana término en el lugar 14° de 18 sumando 20 puntos en 17 fechas, mejorando su actuación anterior y salvándose dramáticamente del descenso que era por promedio logrando 1,176 superando sólo a los descendidos Ñublense, Cobreloa y Barnechea. En este torneo Bolados se ganó la titularidad jugando como delantero haciendo dupla la mayoría de las veces con Gerson Martínez jugando 14 encuentros y marcando tres convirtiéndose en una de las promesas pumas.
Para el Apertura 2015 jugó 7 de los 8 primeros partidos, siendo el último contra Unión La Calera, tras esto no jugaría más por el torneo. La campaña del club fue pésima en el Apertura 2015 terminando últimos cosechados apenas 11 puntos en 15 jornadas con apenas 2 triunfos y siendo los principales candidatos a descender cuando termine la Temporada 2015-2016 del fútbol chileno.

#### 2016
Tras la salida de Cantillana y le llegada del técnico español Beñat San José el equipo poco a poco comenzó a mejorar y Bolados a ser uno de los mejores jugadores del plantel. Siendo un jugador polifuncional variando de puestos, jugando la gran mayoría de puntero, en otras de "10" y un par de veces de volante de contención. 
Marcó su primer gol en el Clausura 2016 por sexta jornada en el triunfo por 3-0 sobre Huachipato en una sólida presentación con la idea de salvarse del descenso además de igualar a San Luis de Quillota en la liguilla de descenso. Tras varias jornadas sin marcas la "Perla del norte" anotó en el triunfo 2-1 sobre Cobresal tras una jugada colectiva desde la mitad de la cancha que terminó con un centro al área y la defensa minera despejó a medias, con Bolados capturando el rebote y anotando con potente remate para abrir la cuenta en el Estadio Regional Calvo y Bascuñán. No fue hasta la última fecha que consiguieron su objetivo de no descender a la Primera B del fútbol chileno tras igualar uno a uno contra San Luis en polémico duelo por un supuesto trato de arreglo ya que ambos peleaban el descenso, fue tanto que los hinchas locales (antofagastinos) insultaron a jugadores de ambos equipos tratándolos de "cagones" y "maricones", además el resultado hizo que el conjunto puma se clasificará a la Liguilla Pre-Sudamericana para disputar la Copa Sudamericana.
En la liguilla quedaron empajerados con Santiago Wanderers el conjunto puma logró una histórica campaña al lograr el séptimo puesto logrando 21 puntos en 15 jornadas, igualaron en los dos partidos por 0-0 y en penales Wanderers pasó a la ronda final por un dramático 6-5.
Durante el Torneo de Clausura 2016 jugó 13 encuentros y marcó dos goles sumando los dos de la Liguilla Pre-Sudamericana jugó 15 sumando buenas actuaciones y despertando el interés de Colo Colo y la U.

### Colo-Colo (2016-2017)
Sus buenas actuaciones en Deportes Antofagasta despertaron el interés de Colo-Colo por contar con sus servicios. Finalmente, y tras una serie de negociaciones para destrabar su situación contractual con su club formador, el jugador fue presentado el 27 de julio de 2016 como refuerzo albo.

#### Temporada 2016/17
Debutó oficialmente en Colo-Colo el 11 de septiembre del mismo año, ante su ex club, por la 6° fecha del Apertura 2016, encuentro en el que fue titular, disputando 74 minutos hasta ser sustituido por Julio Barroso, sin destacar mayormente.
Su primer partido como titular fue el 16 de octubre de 2016 por la novena fecha del Torneo de Apertura en reemplazo de Ramón Fernández (que se encontraba suspendido), y jugó un buen partido asistió en el 1-0 a Esteban Paredes y salió al 55 por Jorge Araya. Los albos ganaron por 2-0. En la siguiente jornada volvería a asistir a Paredes nuevamente en la igualdad tres a tres contra San Luis tras ir cayendo 0-3.
En el Torneo de Apertura 2016 jugó 6 partidos y sumó apenas 207 minutos en cancha dando 2 asistencias, en la Copa Chile los albos saldrían campeones y jugó dos encuentros.
Para el Clausura 2017 solo jugaría cuatro partidos contra Audax Italiano, Huachipato, Everton y Cobresal ingresando en todos desde el banco y logrando estar apenas 105 minutos en cancha, los albos serían subcampeones de manera increíble tras igualar 1-1 con Antofagasta por la decimocuarta fecha cediéndole el torneo en bandeja a la Universidad de Chile.
Mientras por la Copa Libertadores 2017 solo sería alternativa contra Botafogo en el duelo de vuelta.

#### Temporada 2017
Para la Temporada 2017 sería lo mismo que la anterior jugaría poco, nada y jamás lograría convencer a Guede.
El 9 de julio volvió a jugar un partido de titular luego de ocho largos meses (Último derrota 0-1 contra O'Higgins por el Apertura 2016) por la Primera Fase de la Copa Chile contra Deportes La Serena en el Estadio La Portada donde los albos caería por un categórico 4-1 y con esto Guede quedó pendiendo de un hilo, en dicho encuentro Bolados tendría una opción de gol clara al minuto 41' tras una habilitación de taco de Paredes disparó y Pedro Carrizo atajó con el pie, saldría al 65' por el juvenil Benjamín Berríos teniendo un opaco partido. Dos semanas después se jugó la Supercopa de Chile contra la Universidad Católica el 23 de junio y el "cacique" sería campeón goleando por 4-1 con notables actuaciones de Valdivia, Valdés y Paredes, el ex Deportes Antofagasta ingresaría al minuto 90+2' por Jorge "Mago" Valdivia.
El 2 de agosto se jugó la vuelta del partido contra La Serena en el Estadio Monumental y los albos terminarían goleando por 4-0 clasificándose de manera dramática a octavos por 5 a 4, Bolados ingresaría en el entretiempo por Luis Marcelo Salas y no tendría opciones claras de gol. Para el Torneo de Transición 2017 jugaría menos que en el torneo anterior jugando apenas 3 partidos en todos ingresando desde el banco contra Deportes Antofagasta, Universidad de Concepción y San Luis estando sólo 62 minutos en el campo de juego en la estrella 32 de los "albos".

### Universidad Católica (2018)
El 12 de enero de 2018 se convierte en la nueva incorporación de Universidad Católica, en calidad de préstamo por un año desde Colo-Colo tras tener nulas oportunidades en el cuadro albo.
Debutó de manera oficial el 12 de febrero por la primera fecha del Campeonato Nacional 2018 contra Deportes Temuco en el Estadio San Carlos de Apoquindo ingresando al minuto 77' por Andrés Vilches, siendo este también el debut de Beñat San José en la banca cruzada.

### Colo-Colo (2019)
Tras volver del préstamo en Universidad Católica, Bolados se reincorporó en el cacique y ser entrenado por Mario Salas.
En el duelo de vuelta por la primera ronda de Copa Chile disputado contra Puerto Montt, el cuadro albo emapataba como local 2-2 pero perdia en el global (2-4), Bolados entra en el segundo tiempo y entrega en el minuto 82' una asistencia a Javier Parraguez y luego convierte el gol que llevaba la llave a penales. Finalmente Colo-Colo pasaría por penales a octavos de final ganando 5-3. pen.

## Selección nacional

### Selección Sub-20
El técnico de la Selección de fútbol de Chile sub-20, Hugo Tocalli, seleccionó a Marcos entre los 23 convocados para disputar el Sudamericano Sub-20 de 2015, celebrado en Uruguay. No obstante, la selección chilena tendría una participación paupérrima, al terminar último en su grupo con 3 puntos. Marcos, por su parte, jugó 2 partidos en aquel campeonato, frente a Brasil y Colombia.

#### Participaciones en Sudamericanos
| Torneo                      | Sede    | Resultado    | Partidos | Goles |
| --------------------------- | ------- | ------------ | -------- | ----- |
| Sudamericano Sub-20 de 2015 | Uruguay | Primera fase | 2        | 0     |

### Selección sub-21
El día 29 de julio de 2017, fue incluido en la nómina de 20 jugadores de proyección, categoría sub-21, que militan en el medio local, dada a conocer por la ANFP de cara a un encuentro amistoso a disputarse el 1 de septiembre del mismo año contra la selección francesa sub-21 en el Estadio Parque de los Príncipes de París. El equipo será dirigido por el entrenador de la selección chilena sub-20, Héctor Robles, en coordinación con el personal de la selección absoluta, en un trabajo de preparación que contará con la observación del cuerpo técnico que encabeza Juan Antonio Pizzi y que tiene por objeto visualizar deportistas que puedan ser considerados para incorporarse paulatinamente a la selección adulta.
Finalmente, el jugador no se incorporó a los entrenamientos del combinado nacional y tampoco fue parte del viaje a Francia, pues el entrenador de Colo-Colo, Pablo Guede, se opuso a su participación con la delegación chilena, al considerar que debían primar los intereses del conjunto albo que se encontraba iniciando el Transición 2017.

### Selección adulta
En abril de 2016, el entonces jugador de Deportes Antofagasta fue incluido por Juan Antonio Pizzi en una prenómina de cuarenta jugadores de cara a iniciar la preparación de la selección chilena para disputar la Copa América Centenario 2016 durante el mes de junio. Finalmente, el delantero no formó parte del listado definitivo que viajó a Estados Unidos a competir en el certamen continental.
El 14 de marzo de 2018 recibió su segunda convocatoria a la selección absoluta, esta vez bajo la dirección técnica de Reinaldo Rueda, quien lo incluyó en un listado de veinticinco jugadores nominados para enfrentar los compromisos amistosos ante Suecia y Dinamarca que se jugarán en Estocolmo y Aalborg los días 24 y 27 de marzo, respectivamente.
Debutó a nivel absoluto el 24 de marzo de 2018, ingresando a los 71' de juego del encuentro amistoso ante Suecia en reemplazo de Ángelo Sagal, anotando su primer gol internacional a los 89 minutos al aprovechar un rebote dado por el portero sueco Kristoffer Nordfeldt tras un disparo de Alexis Sánchez, sellando así el triunfo chileno por 1 a 2 en el Friends Arena de Estocolmo.
En 2024 fue nominado por Ricardo Gareca para los amistosos ante Albania y Francia, ingresando en el primero en el minuto 83' por Alexis Sánchez y en menos de un minuto anotando el 0-2 parcial, convirtiéndose en el jugador suplente más rápido en anotar en la historia de la selección chilena.

#### Copa América 2024
Fue nominado por Ricardo Gareca para disputar la Copa América 2024.

#### Participaciones en Copa América
| Torneo            | Sede           | Resultado      | Partidos | Goles | Asist. |
| ----------------- | -------------- | -------------- | -------- | ----- | ------ |
| Copa América 2024 | Estados Unidos | Fase de grupos | 3        | 0     | 0      |

### Partidos internacionales
Actualizado al 22 de marzo de 2024.
| Partidos internacionales | Partidos internacionales | Partidos internacionales                                           | Partidos internacionales | Partidos internacionales | Partidos internacionales | Partidos internacionales | Partidos internacionales |
| N.º                      | Fecha                    | Estadio                                                            | Local                    | Resultado                | Visitante                | Goles                    | Competición              |
| ------------------------ | ------------------------ | ------------------------------------------------------------------ | ------------------------ | ------------------------ | ------------------------ | ------------------------ | ------------------------ |
| 1                        | 24 de marzo de 2018      | Friends Arena, Estocolmo, Suecia                                   | Suecia                   | 1-2                      | Chile                    |                          | Amistoso                 |
| 2                        | 27 de marzo de 2018      | Aalborg Portland Park, Aalborg, Dinamarca                          | Dinamarca                | 0-0                      | Chile                    |                          | Amistoso                 |
| 3                        | 16 de noviembre de 2018  | Estadio El Teniente, Rancagua, Chile                               | Chile                    | 2-3                      | Costa Rica               |                          | Amistoso                 |
| 4                        | 11 de junio de 2023      | Estadio Municipal Alcaldesa Ester Roa Rebolledo, Concepción, Chile | Chile                    | 3-0                      | Cuba                     |                          | Amistoso                 |
| 5                        | 22 de marzo de 2024      | Estadio Ennio Tardini, Parma, Italia                               | Albania                  | 0-3                      | Chile                    |                          | Amistoso                 |
| 6                        | 26 de marzo de 2024      | Stade Vélodrome, Marsella, Francia                                 | Francia                  | 3-2                      | Chile                    |                          | Amistoso                 |
| 7                        | 11 de junio de 2024      | Estadio Nacional de Santiago, Santiago                             | Chile                    | 3-0                      | Paraguay                 |                          | Amistoso                 |
| 8                        | 21 de junio de 2024      | AT&T Stadium, Arlington                                            | Perú                     | 0-0                      | Chile                    |                          | Copa América 2024        |
| 9                        | 25 de junio de 2024      | MetLife Stadium, East Rutherford                                   | Chile                    | 0-1                      | Argentina                |                          | Copa América 2024        |
| 10                       | 29 de junio de 2024      | Exploria Stadium, Orlando (Florida)                                | Canadá                   | 0-0                      | Chile                    |                          | Copa América 2024        |
| Total                    | Total                    | Total                                                              | Presencias               | 10                       | Goles                    | 2                        |                          |

| Selección chilena | Selección chilena | Selección chilena |
| Año               | Partidos          | Goles             |
| ----------------- | ----------------- | ----------------- |
| 2018              | 3                 | 1                 |
| 2023              | 1                 | 0                 |
| 2024              | 6                 | 1                 |
| Total             | 10                | 2                 |

### Goles con la selección
Actualizado hasta el 22 de marzo de 2024.
| 1 | 24 de marzo de 2018 | Friends Arena, Solna, Suecia         | Suecia  | 1 – 2 | 1 – 2 | Amistoso |
| 2 | 22 de marzo de 2024 | Estadio Ennio Tardini, Parma, Italia | Albania | 0 – 2 | 0 – 3 | Amistoso |

## Estadísticas

### Clubes
| Club                         | Div              | Temporada        | Liga  | Liga  | Liga   | Copas nacionales | Copas nacionales | Copas nacionales | Torneos internacionales | Torneos internacionales | Torneos internacionales | Total | Total | Total  |
| Club                         | Div              | Temporada        | Part. | Goles | Asist. | Part.            | Goles            | Asist.           | Part.                   | Goles                   | Asist.                  | Part. | Goles | Asist. |
| ---------------------------- | ---------------- | ---------------- | ----- | ----- | ------ | ---------------- | ---------------- | ---------------- | ----------------------- | ----------------------- | ----------------------- | ----- | ----- | ------ |
| Deportes Antofagasta · Chile | 1.ª              | 2013             | 1     | 0     | 0      | —                | —                | —                | —                       | —                       | —                       | 1     | 0     | 0      |
| Deportes Antofagasta · Chile | 1.ª              | 2013-14          | 1     | 0     | 0      | —                | —                | —                | —                       | —                       | —                       | 1     | 0     | 0      |
| Deportes Antofagasta · Chile | 1.ª              | 2014-15          | 28    | 3     | 2      | 9                | 0                | 0                | —                       | —                       | —                       | 37    | 3     | 2      |
| Deportes Antofagasta · Chile | 1.ª              | 2015-16          | 22    | 2     | 2      | 6                | 1                | 0                | —                       | —                       | —                       | 28    | 3     | 2      |
| Deportes Antofagasta · Chile | Total club       | Total club       | 52    | 5     | 4      | 15               | 1                | 0                | 0                       | 0                       | 0                       | 67    | 6     | 4      |
| Colo-Colo · Chile            | 1.ª              | 2016-17          | 10    | 0     | 2      | 2                | 0                | 0                | —                       | —                       | —                       | 12    | 0     | 2      |
| Colo-Colo · Chile            | 1.ª              | 2017             | 3     | 0     | 0      | 3                | 0                | 0                | —                       | —                       | —                       | 6     | 0     | 0      |
| Universidad Católica · Chile | 1.ª              | 2018             | 18    | 0     | 2      | 1                | 0                | 0                | —                       | —                       | —                       | 19    | 0     | 2      |
| Universidad Católica · Chile | Total club       | Total club       | 18    | 0     | 2      | 1                | 0                | 0                | 0                       | 0                       | 0                       | 19    | 0     | 2      |
| Colo-Colo · Chile            | 1.ª              | 2019             | 12    | 2     | 3      | 7                | 2                | 2                | —                       | —                       | —                       | 19    | 4     | 5      |
| Colo-Colo · Chile            | 1.ª              | 2020             | 17    | 2     | 6      | 1                | 0                | 1                | 6                       | 0                       | 1                       | 24    | 2     | 8      |
| Colo-Colo · Chile            | 1.ª              | 2021             | 26    | 7     | 2      | 7                | 2                | 0                | —                       | —                       | —                       | 33    | 9     | 2      |
| Colo-Colo · Chile            | 1.ª              | 2022             | 27    | 3     | 2      | 5                | 0                | 0                | 5                       | 0                       | 0                       | 37    | 3     | 2      |
| Colo-Colo · Chile            | 1.ª              | 2023             | 26    | 3     | 6      | 8                | 2                | 1                | 5                       | 1                       | 0                       | 39    | 6     | 7      |
| Colo-Colo · Chile            | 1.ª              | 2024             | 25    | 6     | 3      | 3                | 0                | 0                | 14                      | 1                       | 0                       | 42    | 7     | 3      |
| Colo-Colo · Chile            | 1.ª              | 2025             | 8     | 2     | 1      | 5                | 0                | 0                | 2                       | 0                       | 0                       | 15    | 2     | 1      |
| Colo-Colo · Chile            | Total club       | Total club       | 154   | 25    | 25     | 41               | 6                | 4                | 32                      | 2                       | 1                       | 227   | 33    | 30     |
| Total en carrera             | Total en carrera | Total en carrera | 224   | 30    | 31     | 57               | 7                | 4                | 32                      | 2                       | 1                       | 313   | 39    | 36     |
| 1. 2. 3.                     |                  |                  |       |       |        |                  |                  |                  |                         |                         |                         |       |       |        |

### Selecciones
| Sub-20 · Chile | 2015          | — | — | — | 2 | 0 | 0 | — | — | — | 2  | 0 | 0 |
| Sub-20 · Chile | Total         | 0 | 0 | 0 | 2 | 0 | 0 | 0 | 0 | 0 | 2  | 0 | 0 |
| Adulta · Chile | 2018          | 3 | 1 | 0 | — | — | — | — | — | — | 3  | 1 | 0 |
| Adulta · Chile | 2023          | 1 | 0 | 0 | — | — | — | — | — | — | 1  | 0 | 0 |
| Adulta · Chile | 2024          | 3 | 1 | 0 | 3 | 0 | 0 | — | — | — | 6  | 1 | 0 |
| Adulta · Chile | Total         | 7 | 2 | 0 | 3 | 0 | 0 | 0 | 0 | 0 | 10 | 2 | 0 |
| Total carrera  | Total carrera | 7 | 2 | 0 | 5 | 0 | 0 | 0 | 0 | 0 | 12 | 2 | 0 |
| 1.             |               |   |   |   |   |   |   |   |   |   |    |   |   |

### Tripletes
| 1 | 22 de enero de 2023 | Estadio Luis Valenzuela Hermosilla, Copiapó | Deportes Copiapó - Colo-Colo |  | 2 - 5 | Primera División de Chile 2023 |

## Palmarés

### Campeonatos nacionales
| Título             | Equipo                   | País  | Año    |
| ------------------ | ------------------------ | ----- | ------ |
| Copa Chile         | C.S.D. Colo-Colo         | Chile | 2016   |
| Supercopa de Chile | C.S.D. Colo-Colo         | Chile | 2017   |
| Primera División   | C.S.D. Colo-Colo         | Chile | 2017-T |
| Primera División   | C.D Universidad Católica | Chile | 2018   |
| Copa Chile         | C.S.D. Colo-Colo         | Chile | 2019   |
| Copa Chile         | C.S.D. Colo-Colo         | Chile | 2021   |
| Supercopa de Chile | C.S.D. Colo-Colo         | Chile | 2022   |
| Primera División   | C.S.D. Colo-Colo         | Chile | 2022   |
| Copa Chile         | C.S.D. Colo-Colo         | Chile | 2023   |
| Primera División   | C.S.D. Colo-Colo         | Chile | 2024   |
| Supercopa de Chile | C.S.D. Colo-Colo         | Chile | 2024   |